# あい愛バス

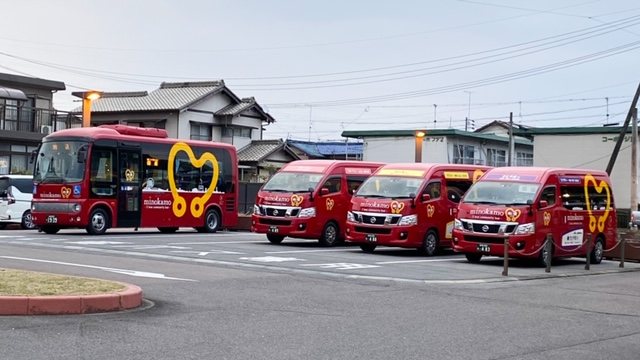
2017年（平成29年）10月の再編時に導入されたバス車両とワゴン車両（美濃太田駅北口）

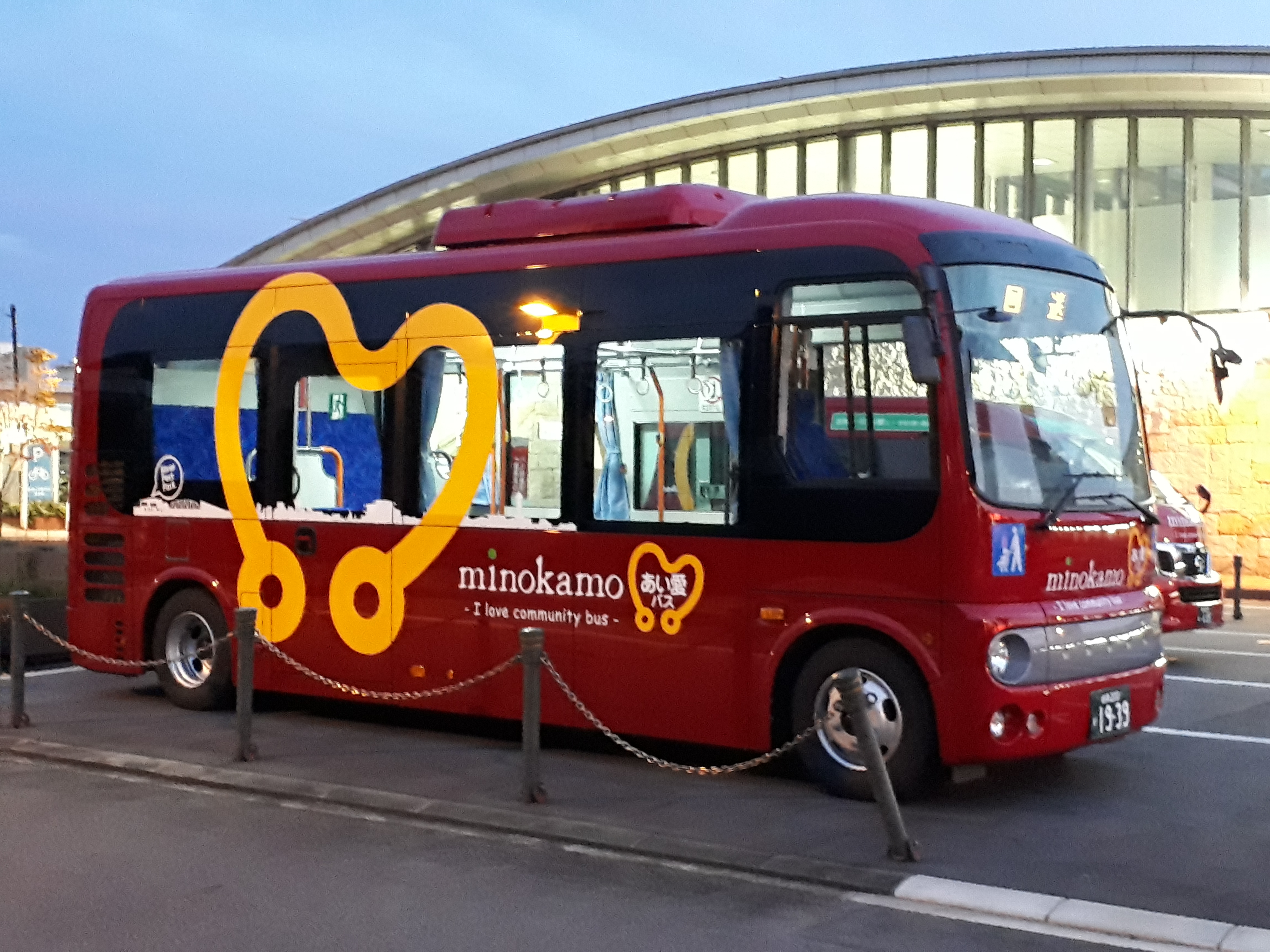
2018年（平成30年）10月に導入された車両

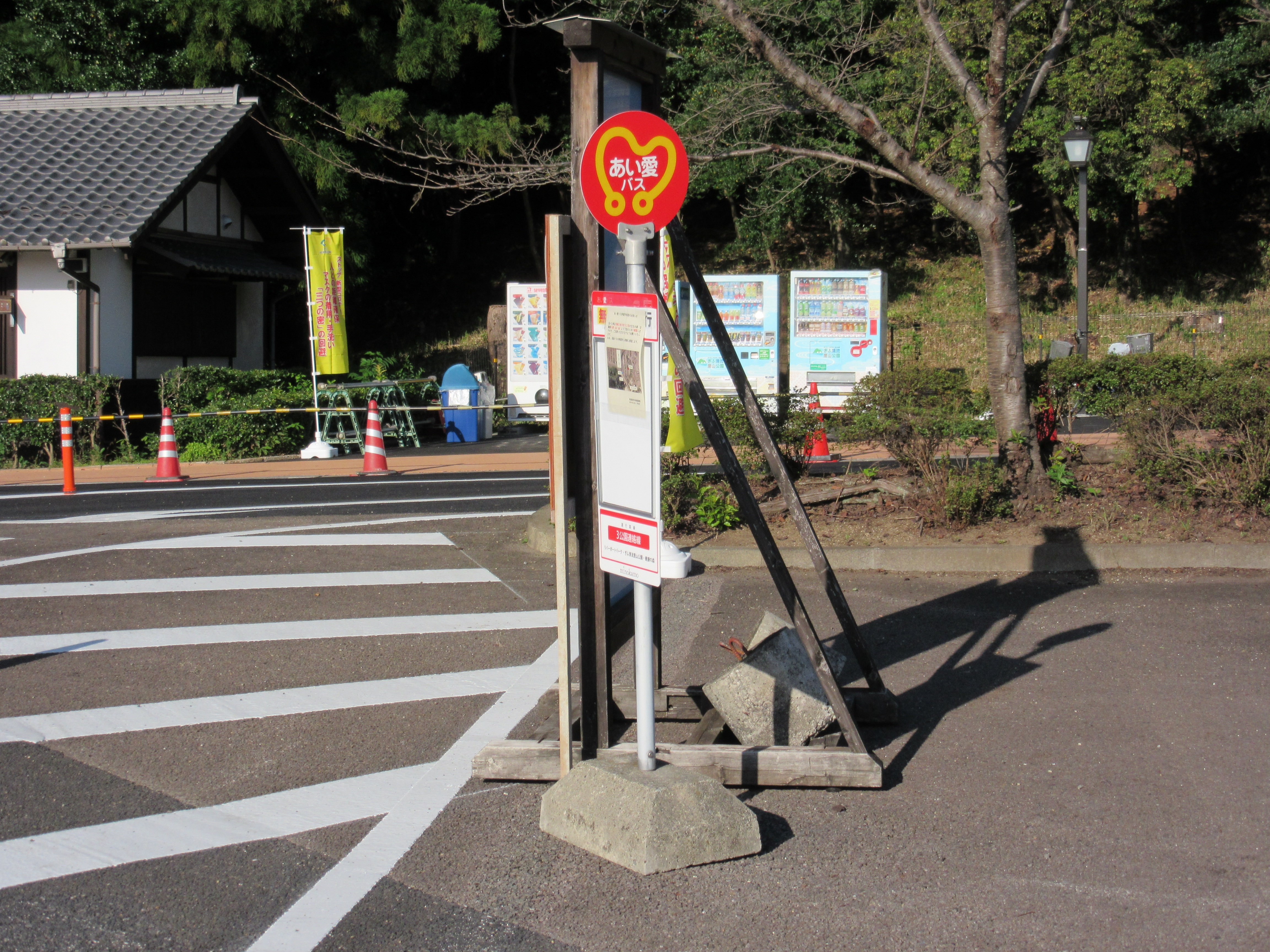
ぎふ清流里山公園バス停

あい愛バス（あいあいバス）とは、岐阜県美濃加茂市が運行しているコミュニティバスである。

## 概要
2000年（平成12年）10月より、美濃加茂市内で運行を開始した。その後、路線の再編などが繰り返し行われてきたが、運行頻度の少なさや、曜日によって運行されるルートが違うなど分かりにくく、利用者は伸び悩んでいた。2017年（平成29年）10月に大幅な再編が行われ、運行ルートや頻度、車両が一新された。これにより再編前より利用者が増加し、現在も増加傾向が続いている。この先は再編後の概要を記述する。
美濃加茂市内を8路線運行しており、すべての路線が美濃太田駅を起点として運行される。一部の路線では、隣接する可児市、坂祝町、富加町内にバス停が設置されている。山間地域を走行する路線の一部区間では、フリー乗降（どこでも乗降区間）が導入されており、対象区間の経路上であれば乗降の意思を伝える（乗車の際はバスに向かって手を挙げるなど）ことで好きな場所から乗車することができる。一部路線の路線名称には、運行される地域にゆかりのある人物名や地域の特色などからつけられており、親しみを持てるよう工夫されている。すべての路線で毎日運行（12月31日 - 1月2日は全路線運休）している。
バスタイプの車両1台と、ワゴンタイプの車両7台で運行を開始し、それぞれ岐阜バスと新太田タクシーに運行委託された。その後乗車人員の増加が著しい路線において、ワゴンタイプの車両からバスタイプの車両での運行に切り替えられたり、路線が新設されたりといった理由から、バスタイプの車両を中心に増備されれいる。
2020年（令和2年）10月のダイヤ改正において岐阜バスの運行委託が終了し、現在は新太田タクシー1社に運行委託されている。

## 沿革
- 2000年（平成12年）10月1日：あい愛バス運行開始。
- 2003年（平成15年）4月14日：日本昭和村への交通手段として、平成記念公園線を開設。
- 2004年（平成16年）3月6日：岐阜バスコミュニティが日本昭和村への交通手段として、昭和村シャトルバスを開設。
- 2007年（平成19年）7月21日：子育て家庭と精神障害者を対象とした料金割引制度を導入。運賃は大人200円均一、小中学生、知的、身体障害者、第1種障害者の介護者1人まで100円均一。他に回数券（11枚綴り1,000円）、1DAYフリー切符（500円で1日乗り放題）となる。
- 2012年（平成24年）5月14日：市街地循環線（古井A）（古井B）を「あい愛予約バス」としてデマンド方式に移行し、同路線を休止。平成記念公園線を日本昭和村線に改称。「日本昭和村・富加線」を新設し、富加町へ乗り入れを開始。岐阜バスコミュニティが運行していた昭和村シャトルバスを「あい愛バス」に編入し「文化の森公園線」とする。
- 2014年（平成26年）10月1日：日本昭和村・富加線のうち、富加町内の各停留所を富加駅周辺を除き廃止、「日本昭和村・富加駅線」とする。
- 2017年（平成29年）
  - 6月1日：2017年10月1日の再編路線の内、一部を先行運行。
  - 10月1日：大幅な路線再編が行われ、すべての路線が美濃太田駅を拠点とした運行形態となる。同時に運賃改定を実施し、1乗車100円に改定。岐阜バスに2路線、新太田タクシーに6路線の運行を委託し、すべての路線で毎日運行となる。
- 2018年（平成30年）
  - 4月1日：ダイヤ改正実施。一部路線の経路変更および、フルーツ線・さとやま線・ほたる線の一部区間にフリー乗降（どこでも乗降区間）を導入。
  - 12月12日：バスロケーションシステム「MOQUL」（モークル）を導入。
- 2019年（令和元年）
  - 5月21日：スマートフォンを利用したバーコード決済サービス（LINE Pay)による運賃支払いが可能となる。（全国初）
  - 10月3日：3公園連絡線および地域支線夜便の試験運行開始。（12月27日迄）
- 2020年（令和2年）
  - 7月：令和2年度国土交通大臣表彰を受賞。
  - 10月1日：ダイヤ改正実施。文化の森・公園線およびフルーツ線の2路線を廃止、新たに3公園連絡線、フルーツ山之上線、フルーツ蜂屋線の3路線を新設、まちなかぐるっと線の西回り区間が延伸された。また、2000年の運行開始以来続いた岐阜バスによる運行委託が終了となる。
- 2021年（令和3年）
  - 10月25日：スマートフォン乗車券アプリ「QUICK RIDE」を導入。定期券および回数券をスマートフォンアプリを使用し購入することができるようになる。
- 2025年（令和7年）7月1日：「チョイソコみのかも」の実証運行を開始（12月26日まで）。

## 路線
2022年（令和4年）8月1日にダイヤ改正が行われた。ここではこのダイヤ改正時点で運行されている以下の路線を記述する。
| 路線名                   | 方面                                                                                           | ラインカラー | 車両タイプ | 運行委託先     |
| ------------------------ | ---------------------------------------------------------------------------------------------- | ------------ | ---------- | -------------- |
| まちなかぐるっと線       | 市街地循環                                                                                     | 赤           | 小型バス   | 新太田タクシー |
| 3公園連絡線              | リバーポートパーク美濃加茂・文化の森・中部国際医療センター・ぎふ清流里山公園・みのかも健康の森 | 水           | 小型バス   | 新太田タクシー |
| 古井駅 - 可児川駅線      | 古井駅・森山団地・可児川駅                                                                     | 緑           | 小型バス   | 新太田タクシー |
| あまちの森・しょうよう線 | 太田・加茂野                                                                                   | オレンジ     | ワゴン     | 新太田タクシー |
| むくの木・そうきち線     | 古井・下米田                                                                                   | 青           | ワゴン     | 新太田タクシー |
| フルーツ山之上線         | 山之上                                                                                         | ピンク       | ワゴン     | 新太田タクシー |
| フルーツ蜂屋線           | 蜂屋                                                                                           | 桃           | ワゴン     | 新太田タクシー |
| さとやま線               | 蜂屋・伊深・三和                                                                               | 紫           | ワゴン     | 新太田タクシー |
| ほたる線                 | 蜂屋・山之上・三和                                                                             | 黄           | ワゴン     | 新太田タクシー |

## 路線の詳細
まちなかぐるっと線、さとやま線、ほたる線、古井駅 - 可児川駅線（可児川駅方面のみ）に関しては2017年（平成29年）6月1日より先行試験運行を実施した。

### まちなかぐるっと線
バスタイプの車両（ポンチョ）で運行される。ラインカラーは「赤」。
市街地を循環する路線で、市内のおもな公共施設や病院、商業施設、観光施設などを結んでいる。
- 美濃太田駅北口 - 前平公園駅北 - ヤマザキマザック工作機械博物館 - プラザちゅうたい - 美濃太田駅南口 - 美濃太田駅北口 - 美濃太田駅南口 - 美濃加茂市役所 - 木沢記念病院 - 可茂総合庁舎 - MEGAドン・キホーテUNY美濃加茂店 - 美濃川合駅 - 東図書館 - 総合福祉会館 - 駅北商業団地 - 美濃太田駅北口

### 3公園連絡線
バスタイプの車両（主にＪ６およびリエッセⅡ）で運行される。ラインカラーは「水色」。
2020年（令和2年）10月のダイヤ改正において新設された路線であり、それまで運行されていた「文化の森・公園線」の経路を路線の一部に引き継いでいる。
美濃太田駅とリバーポートパーク美濃加茂、みのかも文化の森、ぎふ清流里山公園、みのかも健康の森を結ぶ路線で、路線名のとおり市内の公園スポットを結んでいる。
- 美濃太田駅北口 - 美濃太田駅南口 - リバーポートパーク美濃加茂 - 美濃太田駅南口 - 美濃太田駅北口 - 駅北商業団地 - 中部国際医療センター - 文化の森 - スイーツの丘 - ぎふ清流里山公園 - みのかも健康の森園内 - ぎふ清流里山公園 - スイーツの丘 - 文化の森 - 中部国際医療センター - 駅北商業団地 - 美濃太田駅北口（※ぎふ清流里山公園 - みのかも健康の森園内はノンストップ）

### 古井駅 - 可児川駅線
バスタイプの車両（主にポンチョ）で運行される。ラインカラーは「緑」。
運行開始当初はワゴンタイプの車両で運行されていたが、2019年（平成31年）2月よりバスタイプの車両で運行されるようになった。なお、学休期間などの閑散期においては、ワゴンタイプの車両で運行されることもある。
古井駅・美濃太田駅・可児川駅を結ぶ路線で、一部可児市内にバス停が設置されている。沿線には高校や私立中学が点在し、平日は学生の利用が顕著であり、朝ラッシュ時には日常的に追車が運行されている。
- 美濃太田駅北口 - 美濃太田駅南口 - プラザちゅうたい - 可児とうのう病院 - 名鉄可児川駅 - プラザちゅうたい - 美濃太田駅南口 - 美濃太田駅北口 - 加茂農林高校 - 美濃加茂高校 - サンスポーツランド - 森山団地 - 古井駅 - 森山団地 - サンスポーツランド - 美濃加茂高校 - 加茂農林高校 - 美濃太田駅北口

### あまちの森・しょうよう線
ワゴンタイプの車両で運行される。ラインカラーは「オレンジ」。「しょうよう」は太田地区が坪内逍遥の出身地であることに因む。
太田地区と加茂野地区を運行する路線で、一部坂祝町内にバス停が設置されている（富加駅南バス停は富加町の富加駅の最寄りバス停であるが、所在地は美濃加茂市内である）。
- 美濃太田駅南口 - 祐泉寺 - 中山道会館 - 太田小学校 - 縣主神社 - きらら美濃加茂 - 加茂野駅 - あじさいエコパーク - 富加駅南 - わらべ村 - 富加駅南 - あじさいエコパーク - ナビタウン稲辺 - オークワ坂祝店 - 加茂野交流センター - 加茂野コミュニティーセンター東 - きらら美濃加茂 - 縣主神社 - 西体育館 - 太田小学校 - 中山道会館 - 美濃太田駅南口

### むくの木・そうきち線
ワゴンタイプの車両で運行される。ラインカラーは「青」。「そうきち」は津田左右吉が下米田地区出身であることに因む。
古井地区と下米田地区を運行する路線である。
- 美濃太田駅南口 - 下古井交流センター - 加茂高校 - 古井小学校 - 古井駅 - 魚周商店 - 東栃井公民館 - 信友公民館 - 下米田交流センター - 牧野交流センター - 共進公民館 - 魚周商店 - 古井駅 - 古井小学校 - 加茂高校 - 下古井交流センター - 美濃太田駅南口

### フルーツ山之上線
ワゴンタイプの車両で運行される。ラインカラーは「ピンク」。「フルーツ」は山之上地区が梨の産地であることに因む。
山之上地区を運行する路線である。山間地域の一部区間では、フリー乗降（どこでも乗降区間）が設けられている。
- 美濃太田駅北口 - 駅北商業団地 - 総合福祉会館 - 美濃加茂高校グラウンド - フルーピア山之上 - 金谷公民館 - 西洞公民館 - 山之上交流センター - 駅北商業団地 - 美濃太田駅北口

### フルーツ蜂屋線
ワゴンタイプの車両で運行される。ラインカラーは「桃」。「フルーツ」は蜂屋地区が堂上蜂屋柿の産地であることに因む。
蜂屋地区を運行する路線で、一部富加町内にバス停が設置されている。
- 美濃太田駅北口 - 八坂神社 - 前平公園 - たんどーる - 引田公民館 - 蜂屋交流センター西 - 富加羽生 - コメリ富加店 - 東今泉 - ナビ蜂屋集会所 - 前平公園 - 美濃太田駅北口

### さとやま線
ワゴンタイプの車両で運行される。ラインカラーは「紫」。
蜂屋地区・伊深地区・三和地区を運行する路線である。山間地域の一部区間では、フリー乗降（どこでも乗降区間）が設けられている。
- 美濃太田駅北口 -  駅北商業団地 - のぞみの丘ホスピタル - 国際たくみアカデミー - 糠洞公民館 - 正眼寺前 - 正眼短期大学 - 大洞公民館 - 御殿山キャンプ場 - 上廿屋 - 御殿山キャンプ場 - 大洞公民館 - 正眼短期大学 - 関也公民館 - 正眼寺 - 糠洞公民館 - 国際たくみアカデミー - のぞみの丘ホスピタル -  駅北商業団地 - 美濃太田駅北口

### ほたる線
ワゴンタイプの車両で運行される。ラインカラーは「黄」。「ほたる」は三和地区の川がゲンジボタルの生息地であり、市天然記念物であることに因む。
蜂屋地区・山之上地区・三和地区を運行する路線である。山間地域の一部区間では、フリー乗降（どこでも乗降区間）が設けられている。
- 美濃太田駅北口 - 駅北商業団地 - 加瀬田公民館 - 中部台公民館 - みのかも健康の森 - みのかも健康の森園内 - 廿屋口 - 中廿屋 - 三和交流センター - 上川浦公民館 - 三和交流センター　- 廿屋口 - みのかも健康の森 - みのかも健康の森園内 - 加瀬田公民館 - 駅北商業団地 - 美濃太田駅北口

## 過去の路線

### 2017年10月再編後の路線
- 文化の森・公園線：2017年（平成29年）10月1日から2020年（令和2年）9月30日まで運行された。美濃太田駅北口から文化の森を経由し、ぎふ清流里山公園までを結んでいた。廃止後は路線のすべてを3公園連絡線の一部として組み込まれた。岐阜バスによる運行委託路線であり、バス車両で運行されていた。
- フルーツ線：2017年（平成29年）10月1日から2020年（令和2年）9月30日まで運行された。美濃太田駅北口 - 山之上地区 - 美濃太田駅北口 - 蜂屋地区 - 美濃太田駅北口という経路で運行されていた。廃止後はフルーツ山之上線とフルーツ蜂屋線に分割され運行されている。新太田タクシーによる委託運行路線であり、ワゴンタイプの車両で運行されていた。

### 2017年10月再編以前の路線
- 市街地循環線（太田）：月 - 土曜日運行
- 蜂屋線：月・木曜日運行
- 加茂野線：月・木曜日運行
- 山之上線：火・金曜日運行
- 下米田・牧野線：火・金曜日運行
唯一美濃太田駅を経由しない。
- 伊深・三和線：水・土曜日運行
- 上蜂屋・川浦線：水・土曜日運行
- 日本昭和村・富加駅線：月 - 金曜日運行
- 文化の森公園線：土・日・祝日・年末年始運行
- 市街地循環線（古井A）：月・火・木・金曜日運行（2012年（平成24年）5月14日から2017年（平成29年）9月29日まではデマンド方式の「あい愛予約バス」として運行）
- 市街地循環線（古井B）：水・土曜日運行（2012年（平成24年）5月14日から2017年（平成29年）9月30日まではデマンド方式の「あい愛予約バス」として運行）

## 運賃
- 大人 - 1乗車100円
  - ICカード利用不可
  - LINE Pay、PayPayによるバーコード決済が利用可能
- 小中学生、知的、身体障害者、第1種障害者の介護者1人まで - 無料
- 運転免許自主返納者 - 無料（証明の提示が必要）
- 回数券（11枚綴り1,000円）
- 定期券（1ヶ月2,000円／65歳以上は1,000円）※ 全線フリーパス方式
- 選挙期間や市内イベントなどに合わせ、不定期に「あい愛バスに親しむ日」が設定され、期間中は全線または対象の一部路線に無料で乗車することができる

## 使用車両
あい愛バスの専用車両として、バスタイプの車両5台、ワゴンタイプの車両9台が在籍する。
|                | バス車両 | バス車両  | バス車両 | バス車両   | ワゴン車両 | ワゴン車両 |
| ポンチョ       | リエッセ | リエッセⅡ | J6       | キャラバン | ハイエース |            |
| -------------- | -------- | --------- | -------- | ---------- | ---------- | ---------- |
| 新太田タクシー | 2台      | 1台       | 1台      | 1台        | 7台        | 2台        |
| 合計           | 5台      | 5台       | 5台      | 5台        | 9台        | 9台        |

### 現在運行している車両
- 日野・ポンチョ
2018年（平成30年）10月に1台導入され、その後2019年（令和元年）11月に1台追加導入された。
最初に導入された1台は岐阜バスの所有であったが、2020年（令和2年）10月の委託運行終了に伴い新太田タクシーへ移管された。

- 日野・リエッセ
2019年（平成31年）2月に1台導入された。
2020年（令和2年）のリエッセⅡ導入以降、運行頻度は減少している。

- 日野・リエッセⅡ
2020年（令和2年）12月に1台導入された。
- BYD・J6
2022年（令和4年）3月に1台導入された。
SDGsへの取り組みの一環としてEVバスが採用され、岐阜県内では初のEVバスの導入事例となった。
- 日産・キャラバン
2017年（平成29年）10月の路線再編と同時に地域支線用として7台が導入された。
- トヨタ・ハイエース　コミューター
2022年（令和4年）2月に2台導入された。
これまで地域支線用として運行されてきたキャラバンを置き換える目的で導入され、2月19日に「あまちの森・しょうよう線」と「さとやま線」にて営業運行を開始した。

### 今後の見通し
SDGsへの取り組みとして、可能な限りエンジン車からEV車への転換を推進することが提言された。これにより、今後の車両更新や増車の計画が生じた際はEV車の導入が検討されるものとみられる。

### 過去運行されていた車両
- 日野 レインボーHR（9ｍ） - 2018年（平成30年）10月の専用車導入まで利用されていた。その後も専用車を新太田タクシーに引き渡すため、晩年は専らまちなかぐるっと線と文化の森公園線の運用に就いていたが、岐阜バスの運行撤退で、あい愛バスの運用に入ることはなくなった。
- 日野 レインボーHR（7ｍ） - 2017年（平成29年）10月の再編以前まで使用されていた。
- トヨタ ハイエース - 2017年（平成29年）の試験運行に使用。
- トヨタ  コースター - 2019年（令和元年）の3公園連絡線の試験運行に使用。